# Sara Jean Underwood
Sara Jean Underwood (Portland, Oregon, 26 de março de 1984) é uma atriz e modelo americana que foi Playmate.

## Filmografia

### Filmes
- Epic Movie (2007) Pirata Wench
- The House Bunny  (2008) Ela mesma
- Two Million Stupid Women (2009) Ginger
- Miss March (2009) Ela mesma
- The Telling (2009) Tracey
- Zellwood (2009) Katie

### Televisão
- Attack of the Show[2]
- Kunoichi (esposa do ninja guerreiro), Competidor, Competição 8, Saiu no round 2.
- Bridget's Sexiest Beaches Convidada, Primeira temporada, segundo episódio, "Croatia".
- Ridiculousness Convidada